# مصطفى لو
مصطفی‌ لو هي قرية في مقاطعة خلخال، إيران. عدد سكان هذه القرية هو 496 في سنة 2006.